# Нестеренко Василь Павлович
Васи́ль Па́влович Нестере́нко (24 липня 1943, с. Ленінське, Узгенський район, Ошська область, Киргизька РСР, СРСР — 11 березня 1998, Київ, Україна) — український економіст, голова Київської міської ради народних депутатів у 1992–1994 роках, державний службовець першого рангу. Доктор економічних наук, професор.

## Біографія
Народився 1943 року в селі Ленінському, Узгенський район, Ошська область, Киргизька РСР. Після закінчення середньої школи один рік працював у геологічній партії. Потім навчався у торгово-економічному інституті у Самарканді. Армійську службу проходив у прикордонних військах на Памірі.
У 1965 році зарахований студентом на другий курс економічного факультету Київського державного університету імені Т. Г. Шевченко. Закінчив аспірантуру при кафедрі політекономії. З 1986 по 1992 рік — декан економічного факультету Київського державного університету імені Т. Г. Шевченко.
У 1990 році обраний депутатом Київської міської ради народних депутатів, а 2 березня 1992 року — її головою. За чинним на той час Законом вибори голови Київради відбувалося на сесії міської ради шляхом таємного голосування. Для позитивного голосування достатнього було аби за відповідну кандидатуру було подано більше половини голосів депутатів. Обрання Василя Нестеренка головою міської ради дещо вгамувало пристрасті, які тут вирували, дозволило нормалізувати її роботу, вивести її на новий конструктивний рівень.
За період здійснення Василем Нестеренком повноважень голови Київради органи виконавчої влади в столиці очолювали Іван Данькевич, Іван Салій та Леонід Косаківський.
Іван Данькевич був обраний головою міськвиконкому 2 березня 1992 року одночасно з обранням Василя Нестеренка головою Київради в ході пакетного голосування. До такого кроку депутати міської ради вдалися як експеримент, виходячи з досягнутих домовленостей та з метою віднайдення компромісу й подолання паралічу міського представницького органу, припинення тривалого виснажливого протистояння в депутатському корпусі.
Проте, ураховуючи, що така посада у Києві законодавством не була передбачена, центральна влада обрання Івана Данькевича головою міськвиконкому не визнала. Він перебував на цій посаді лише три тижні — до 20 березня 1992 року.
Після ухвалення Верховною Радою України 5 березня 1992 року Закону України «Про Представника Президента України» на цю посаду в місті Києві був призначений Іван Салій.
Згідно з нормами зазначеного Закону Представник Президента України за посадою був главою місцевої державної адміністрації, мав доволі широкі повноваження. У взаємовідносинах із місцевими радами на відповідній території Законом визначалося, що він організує розробку проектів бюджету, програм економічного й соціального розвитку відповідної території, місцевих екологічних програм, подає їх на затвердження відповідної ради, забезпечує виконання бюджету й цих програм, за рішенням ради у встановлений нею строк звітує перед радою про їх виконання, а також з інших питань, пов'язаних зі здійсненням місцевою державною адміністрацією повноважень, переданих їй радою; забезпечує підготовку на розгляд відповідної ради необхідних матеріалів з питань регулювання земельних відносин, управління комунальною власністю, з інших питань економічного і соціального розвитку території та виконання прийнятих радою рішень.
Стосунки в Івана Салія з депутатським корпусом, попри всі зусилля Василя Нестеренка, не склалися, носили переважно конфронтаційний характер. Депутати постійно порушували питання про його звільнення, протестували проти перевищення ним своїх повноважень. Президент України Леодід Кравчук примушений був 2 грудня 1992 року створити комісію для вивчення причин конфліктної ситуації між гілками міської влади. Це все стало однією з вагомих причин звільнення Івана Салія 12 квітня 1993 року із займаної посади.
Після призначення 29 квітня 1993 року Представником Президента України в столиці Леоніда Косаківського відносини між міською державною адміністрацією та міською радою і її головою Василем Нестеренком набули більш цивілізованих рис.
Свій намір працювати спільно на благо Києва й киян Василь Нестеренко й Леонід Косаківський одразу задекларували на спільній зустрічі в популярній тоді газеті «Вечірній Київ» наприкінці травня 1993 року.
У передмові до звіту про зустріч газета надрукувала: «У редакції „Вечірнього Києва“ побували голова Київради Василь Нестеренко й новий глава міської адміністрації Леонід Косаківський. До столу вони сіли поруч, пліч-о-пліч — зі зміною лідера настав кінець „холодній війні“, що її вело колишнє керівництво адміністрації з Радою. Леонід Косаківський з перших хвилин призначення своїми діями та висловлюваннями повів суто коректну політику щодо КР і започаткував спільну роботу, як цього вимагає закон». А Василь Нестеренко у відповіді на питання про враження від перших днів роботи після призначення нового Представника Президента України у м. Києві зазначив: «Одразу в нас почалося співробітництво. Рада без особливих дебатів делегувала адміністрації деякі повноваження по управлінню землею, комунальною власністю, успішно працювали по фінансових питаннях».

Могила Василя Нестеренка

Не все було безхмарним, певні тертя, звичайно, були, проте, загалом, за пізнішими свідченнями самих Василя Нестеренка та Леоніда Косаківського, удавалось втримувати ці контакти в такому робочому стані, який не заважав справі. За період їхньої спільної роботи було прийнято чимало рішень, які дозволили розв'язати нагальні проблеми міста, подолати соціально-економічну кризу, започаткувати нові підходи в роботі, програми, які діють і визначають розвиток Києва дотепер.
3 лютого 1994 року Верховна Рада України прийняла Закон України «Про формування місцевих органів влади і самоврядування», яким визначалося, що обрання нового голови Київради має відбуватися вперше в історії Києва прямим голосуванням мешканців міста, і він за посадою очолюватиме виконавчий комітет міської ради. Інститут представників Президента скасовувався.
Василь Нестеренко не брав участь у виборах, що відбулися у два тури: 26 червня — 10 липня 1994 року. На них на посаду голови Київради був обраний Леонід Косаківський.
Василь Павлович Нестеренко повернувся до Київського державного університету ім. Т. Г. Шевченко, де від 1994 року працював завідувачем кафедри економічної теорії та управління народного господарства економічного факультету.
Трагічно загинув у Києві 11 березня 1998 року. Похований на Байковому кладовищі (ділянка № 49а, 50°25′1.50″ пн. ш. 30°30′5.10″ сх. д. / 50.4170833° пн. ш. 30.5014167° сх. д.).